# Lední hokej na Zimních olympijských hrách 2026 – kvalifikace muži
Kvalifikace na olympijský turnaj v ledním hokeji mužů 2026 rozhodne o účastnících olympijského turnaje. Itálie jako pořadatel má účast zajištěnou předem, 8 týmů je nasazeno přímo do hlavní fáze olympijského turnaje. O zbylá 3 místa zajišťující účast na finálovém turnaji se koná kvalifikace.

## Kvalifikované týmy
| Událost                               | Termín                           | Místo          | Počet míst | Kvalifikováni                                           |
| ------------------------------------- | -------------------------------- | -------------- | ---------- | ------------------------------------------------------- |
| Hostitel                              | 23. května 2023                  | Tampere        | 1          | Itálie                                                  |
| Žebříček IIHF 2023                    | 3. března 2020 – 28. května 2023 | Tampere a Riga | 8          | Kanada Finsko Rusko USA Německo Švédsko Švýcarsko Česko |
| Turnaj hlavní kvalifikace – skupina D | 29. srpna – 1. září 2024         | Bratislava     | 1          |                                                         |
| Turnaj hlavní kvalifikace – skupina E | 29. srpna – 1. září 2024         | Riga           | 1          |                                                         |
| Turnaj hlavní kvalifikace – skupina F | 29. srpna – 1. září 2024         | Aalborg        | 1          |                                                         |
| CELKEM                                |                                  |                | 12         |                                                         |

## Kvalifikační nasazení
Aby se země přímo kvalifikovala na olympijský turnaj bez nutnosti hrát kvalifikaci, musela se v žebříčku IIHF vydaném po MS 2023 umístit mezi nejlepšími 8 týmy. Poslední mistrovství mělo bodovou váhu 100%, zatímco každý předchozí rok měl hodnotu o 25% nižší.
Následující žebříček je aktuální ke dni skončení MS 2023.
|  | Hostitel OH 2026                                |
|  | Přímo kvalifikováni na OH 2026                  |
|  | Účastníci čtvrtého kvalifikačního kola          |
|  | Účastníci třetího kvalifikačního kola           |
|  | Účastníci druhého kvalifikačního kola           |
|  | Účastníci prvního kvalifikačního kola (zrušeno) |
|  | Neúčastní se kvalifikačního turnaje             |

| Pořadí | Země                    | MS2023 (100 %) | MS2022 (75 %) | OH2022 (75 %) | MS2021 (50 %) | MS2020 (25 %) | Celkem |
| ------ | ----------------------- | -------------- | ------------- | ------------- | ------------- | ------------- | ------ |
| 1      | Kanada                  | 1600           | 1160          | 1040          | 1200          | 1200          | 4150   |
| 2      | Finsko                  | 1420           | 1200          | 1200          | 1160          | 1120          | 4080   |
| 3      | Rusko                   | 1520           | 1120          | 1160          | 1060          | 1160          | 4050   |
| 4      | USA                     | 1500           | 1100          | 1060          | 1120          | 1040          | 3940   |
| 5      | Německo                 | 1560           | 1020          | 940           | 1100          | 1020          | 3835   |
| 6      | Švédsko                 | 1440           | 1040          | 1100          | 960           | 1100          | 3800   |
| 7      | Švýcarsko               | 1460           | 1060          | 1000          | 1040          | 1000          | 3775   |
| 8      | Česko                   | 1400           | 1120          | 960           | 1020          | 1060          | 3735   |
| 9      | Slovensko               | 1360           | 1000          | 1120          | 1000          | 960           | 3690   |
| 10     | Lotyšsko                | 1520           | 940           | 920           | 920           | 940           | 3610   |
| 11     | Dánsko                  | 1340           | 960           | 1020          | 900           | 900           | 3500   |
| 12     | Norsko                  | 1280           | 880           | 880           | 880           | 920           | 3270   |
| 13     | Francie                 | 1300           | 900           | 860           | 840           | 800           | 3240   |
| 14     | Bělorusko               | 1260           | 860           | 840           | 840           | 840           | 3175   |
| 15     | Kazachstán              | 1320           | 860           | 700           | 940           | 840           | 3170   |
| 16     | Rakousko                | 1260           | 920           | 800           | 780           | 780           | 3135   |
| 17     | Slovinsko               | 1220           | 800           | 820           | 740           | 740           | 2990   |
| 18     | Itálie                  | 1160           | 840           | 740           | 820           | 860           | 2970   |
| 19     | Maďarsko                | 1240           | 780           | 780           | 720           | 720           | 2950   |
| 20     | Velká Británie          | 1200           | 820           | 660           | 860           | 820           | 2945   |
| 21     | Jižní Korea             | 1140           | 740           | 720           | 760           | 760           | 2805   |
| 22     | Polsko                  | 1180           | 700           | 760           | 700           | 660           | 2790   |
| 23     | Rumunsko                | 1120           | 720           | 640           | 660           | 700           | 2645   |
| 24     | Litva                   | 1100           | 760           | 600           | 680           | 680           | 2630   |
| 25     | Japonsko                | 1080           | 680           | 680           | 640           | 640           | 2580   |
| 26     | Čína                    | 1040           | 600           | 900           | 500           | 480           | 2535   |
| 27     | Ukrajina                | 1060           | 660           | 620           | 600           | 600           | 2470   |
| 28     | Estonsko                | 1020           | 640           | 580           | 620           | 620           | 2400   |
| 29     | Nizozemsko              | 1000           | 580           | 560           | 580           | 560           | 2285   |
| 30     | Srbsko                  | 980            | 620           | 500           | 560           | 580           | 2245   |
| 31     | Chorvatsko              | 920            | 560           | 540           | 540           | 540           | 2170   |
| 32     | Španělsko               | 960            | 540           | 520           | 520           | 500           | 2140   |
| 33     | Izrael                  | 880            | 520           | 420           | 460           | 460           | 1950   |
| 34     | Island                  | 860            | 480           | 480           | 440           | 420           | 1925   |
| 35     | Austrálie               | 900            | 560           | –             | 480           | 520           | 1710   |
| 36     | Bulharsko               | 800            | 420           | 380           | 340           | 340           | 1655   |
| 37     | Mexiko                  | 740            | 400           | 360           | 400           | 360           | 1600   |
| 38     | Turecko                 | 760            | 340           | 460           | 300           | 300           | 1585   |
| 39     | Spojené arabské emiráty | 840            | 360           | 320           | 200           | 220           | 1505   |
| 40     | Belgie                  | 820            | 440           | –             | 420           | 440           | 1470   |
| 41     | Tchaj-wan               | 720            | 300           | 440           | 240           | 240           | 1455   |
| 42     | Nový Zéland             | 780            | 440           | –             | 360           | 400           | 1390   |
| 43     | Lucembursko             | 640            | 280           | 300           | 280           | 260           | 1280   |
| 44     | Thajsko                 | 660            | 220           | 340           | 140           | 160           | 1190   |
| 45     | Turkmenistán            | 700            | 320           | –             | 260           | 280           | 1140   |
| 46     | Kyrgyzstán              | 600            | 160           | 400           | 100           | 100           | 1095   |
| 47     | Hongkong                | 560            | 220           | 280           | 180           | 180           | 1070   |
| 48     | Bosna a Hercegovina     | 580            | 200           | 260           | 160           | 140           | 1040   |
| 49     | JAR                     | 680            | 240           | –             | 220           | 200           | 1020   |
| 50     | Kuvajt                  | 440            | 80            | 240           | 120           | 120           | 770    |
| 51     | Singapur                | 540            | 120           | –             | 40            | –             | 650    |
| 52     | Malajsie                | 500            | 100           | –             | 80            | 80            | 635    |
| 53     | Gruzie                  | 0              | 460           | –             | 380           | 380           | 630    |
| 54     | Írán                    | 520            | 140           | –             | –             | –             | 625    |
| 55     | Filipíny                | 480            | 100           | –             | 60            | 60            | 600    |
| 56     | Severní Korea           | –              | 360           | –             | 320           | 320           | 510    |
| 57     | Mongolsko               | 460            | –             | –             | –             | –             | 460    |
| 58     | Indonésie               | 420            | –             | –             | –             | –             | 420    |

## První kvalifikační kolo
Kolo bylo zrušeno. Mělo se konat mezi 8. a 12. listopadem 2023 a skládat se ze dvou skupin po pěti týmech. Týmy přihlášené do skupiny N byly Spojené arabské emiráty, Kyrgyzstán, Hong Kong, Kuvajt a Gruzie, zatímco týmy přihlášené do skupiny O byly Tchaj-wan, Thajsko, Bosna a Hercegovina, Jižní Afrika a Írán. 
Tchaj-wan, Thajsko a Jižní Afrika přijaly pozvání k soutěži ve 2. kvalifikačním kole. Gruzie také vstoupila do 2. kvalifikačního kola po odhlášení Mexika.

## Druhé kvalifikační kolo
Dvanáct zemí hrálo ve třech skupinách, které určily kvalifikované pro další kolo.

### Skupina K
Skupina se odehrála mezi 14. a 17. prosincem 2023 v islandském Reykjavíku. 
| Tým       | Z | V | VP | PP | P | GV | GI | +/- | B | Výsledek                              |
| --------- | - | - | -- | -- | - | -- | -- | --- | - | ------------------------------------- |
| Estonsko  | 3 | 3 | 0  | 0  | 0 | 36 | 2  | +34 | 9 | Postup do třetího kvalifikačního kola |
| Island    | 3 | 2 | 0  | 0  | 1 | 13 | 9  | +4  | 6 |                                       |
| JAR       | 3 | 1 | 0  | 0  | 2 | 6  | 19 | -13 | 3 |                                       |
| Bulharsko | 3 | 0 | 0  | 0  | 3 | 4  | 29 | -25 | 0 |                                       |

Všechny časy jsou místní (UTC±0).
| 14. prosince 2023 15:30 | Bulharsko | 0:21 (0:3, 0:8, 0:10) | Estonsko | Laugardalur Arena, Reykjavík Návštěvnost: 72 |  |

| Report |

| 14. prosince 2023 19:00 | Island | 9:0 (3:0, 3:0, 3:0) | JAR | Laugardalur Arena, Reykjavík Návštěvnost: 211 |  |

| Report |

| 15. prosince 2023 15:30 | Estonsko | 9:2 (1:1, 5:1, 3:0) | JAR | Laugardalur Arena, Reykjavík Návštěvnost: 35 |  |

| Report |

| 15. prosince 2023 19:00 | Island | 4:3 (1:0, 1:2, 2:1) | Bulharsko | Laugardalur Arena, Reykjavík Návštěvnost: 196 |  |

| Report |

| 17. prosince 2023 15:30 | JAR | 4:1 (0:0, 1:0, 3:1) | Bulharsko | Laugardalur Arena, Reykjavík Návštěvnost: 93 |  |

| Report |

| 17. prosince 2023 19:00 | Estonsko | 6:0 (3:0, 2:0, 1:0) | Island | Laugardalur Arena, Reykjavík Návštěvnost: 364 |  |

| Report |

### Skupina L
Skupina se odehrála mezi 15. a 17. prosincem 2023 v nizozemském Tilburgu. 
| Tým        | Z | V | VP | PP | P | GV | GI | +/- | B | Výsledek                              |
| ---------- | - | - | -- | -- | - | -- | -- | --- | - | ------------------------------------- |
| Španělsko  | 3 | 3 | 0  | 0  | 0 | 24 | 6  | +18 | 9 | Postup do třetího kvalifikačního kola |
| Nizozemsko | 3 | 2 | 0  | 0  | 1 | 34 | 7  | +27 | 6 |                                       |
| Gruzie     | 3 | 1 | 0  | 0  | 2 | 13 | 13 | 0   | 3 |                                       |
| Thajsko    | 3 | 0 | 0  | 0  | 3 | 3  | 48 | -45 | 0 |                                       |

Všechny časy jsou místní (UTC+1).
| 15. prosince 2023 16:30 | Španělsko | 15:2 (6:0, 6:2, 3:0) | Thajsko | IJssportcentrum, Tilburg Návštěvnost: 150 |  |

| Report |

| 15. prosince 2023 20:00 | Nizozemsko | 8:2 (2:1, 2:1, 4:0) | Gruzie | IJssportcentrum, Tilburg Návštěvnost: 416 |  |

| Report |

| 16. prosince 2023 16:30 | Thajsko | 1:23 (1:6, 0:7, 0:10) | Nizozemsko | IJssportcentrum, Tilburg Návštěvnost: 565 |  |

| Report |

| 16. prosince 2023 20:00 | Španělsko | 5:1 (1:0, 3:1, 1:0) | Gruzie | IJssportcentrum, Tilburg Návštěvnost: 222 |  |

| Report |

| 17. prosince 2023 16:30 | Nizozemsko | 3:4 (1:0, 2:3, 0:1) | Španělsko | IJssportcentrum, Tilburg Návštěvnost: 857 |  |

| Report |

| 17. prosince 2023 20:00 | Gruzie | 10:0 (3:0, 4:0, 3:0) | Thajsko | IJssportcentrum, Tilburg Návštěvnost: 175 |  |

| Report |

### Skupina M
Skupina se odehrála mezi 14. a 17. prosincem 2023 v srbském Bělehradu. 
| Tým        | Z | V | VP | PP | P | GV | GI | +/- | B | Výsledek                              |
| ---------- | - | - | -- | -- | - | -- | -- | --- | - | ------------------------------------- |
| Srbsko     | 3 | 3 | 0  | 0  | 0 | 15 | 0  | +15 | 9 | Postup do třetího kvalifikačního kola |
| Chorvatsko | 3 | 2 | 0  | 0  | 1 | 12 | 7  | +5  | 6 |                                       |
| Tchaj-wan  | 3 | 1 | 0  | 0  | 2 | 4  | 13 | -9  | 3 |                                       |
| Turecko    | 3 | 0 | 0  | 0  | 3 | 3  | 14 | -11 | 0 |                                       |

Všechny časy jsou místní (UTC+1).
| 14. prosince 2023 15:30 | Chorvatsko | 6:1 (0:0, 3:0, 3:1) | Tchaj-wan | Pionir Ice Hall, Bělehrad Návštěvnost: 17 |  |

| Report |

| 14. prosince 2023 19:00 | Srbsko | 5:0 (1:0, 1:0, 3:0) | Turecko | Pionir Ice Hall, Bělehrad Návštěvnost: 367 |  |

| Report |

| 15. prosince 2023 15:30 | Chorvatsko | 6:2 (0:1, 3:1, 3:0) | Turecko | Pionir Ice Hall, Bělehrad Návštěvnost: 14 |  |

| Report |

| 15. prosince 2023 19:00 | Tchaj-wan | 0:6 (0:3, 0:1, 0:2) | Srbsko | Pionir Ice Hall, Bělehrad Návštěvnost: 428 |  |

| Report |

| 17. prosince 2023 15:30 | Turecko | 1:3 (0:1, 1:2, 0:0) | Tchaj-wan | Pionir Ice Hall, Bělehrad Návštěvnost: 21 |  |

| Report |

| 17. prosince 2023 19:00 | Srbsko | 4:0 (1:0, 0:0, 3:0) | Chorvatsko | Pionir Ice Hall, Bělehrad Návštěvnost: 488 |  |

| Report |

## Třetí kvalifikační kolo
Dvanáct zemí hrálo ve třech skupinách, které určily kvalifikované pro další kolo.

### Skupina G
Skupina se odehrála mezi 5. a 10. únorem 2024 v maďarské Budapešti. 
| Tým       | Z | V | VP | PP | P | GV | GI | +/- | B | Výsledek                               |
| --------- | - | - | -- | -- | - | -- | -- | --- | - | -------------------------------------- |
| Japonsko  | 3 | 3 | 0  | 0  | 0 | 14 | 8  | +6  | 9 | Postup do čtvrtého kvalifikačního kola |
| Maďarsko  | 3 | 2 | 0  | 0  | 1 | 15 | 6  | +9  | 6 | Postup do čtvrtého kvalifikačního kola |
| Litva     | 3 | 1 | 0  | 0  | 2 | 7  | 13 | -6  | 3 |                                        |
| Španělsko | 3 | 0 | 0  | 0  | 3 | 6  | 15 | -9  | 0 |                                        |

Všechny časy jsou místní (UTC+1).
| 8. února 2024 15:00 | Litva | 4:6 (2:0, 1:3, 1:3) | Japonsko | Tüskecsarnok, Budapešť Návštěvnost: 77 |  |

| Report |

| 8. února 2024 18:00 | Maďarsko | 7:3 (3:0, 3:0, 1:3) | Španělsko | Tüskecsarnok, Budapešť Návštěvnost: 1 453 |  |

| Report |

| 9. února 2024 16:30 | Španělsko | 3:6 (2:0, 0:3, 1:3) | Japonsko | Tüskecsarnok, Budapešť Návštěvnost: 116 |  |

| Report |

| 9. února 2024 20:00 | Maďarsko | 7:1 (4:1, 0:0, 3:0) | Litva | Tüskecsarnok, Budapešť Návštěvnost: 1 907 |  |

| Report |

| 10. února 2024 16:30 | Litva | 2:0 (1:0, 1:0, 0:0) | Španělsko | Tüskecsarnok, Budapešť Návštěvnost: 177 |  |

| Report |

| 10. února 2024 20:00 | Japonsko | 2:1 (0:0, 0:1, 2:0) | Maďarsko | Tüskecsarnok, Budapešť Návštěvnost: 1 929 |  |

| Report |

### Skupina H
Skupina se odehrála mezi 8. a 11. únorem 2024 v Cardiffu, ve Velké Británii. 
| Tým            | Z | V | VP | PP | P | GV | GI | +/- | B | Výsledek                               |
| -------------- | - | - | -- | -- | - | -- | -- | --- | - | -------------------------------------- |
| Velká Británie | 3 | 3 | 0  | 0  | 0 | 28 | 5  | +23 | 9 | Postup do čtvrtého kvalifikačního kola |
| Rumunsko       | 3 | 2 | 0  | 0  | 1 | 14 | 8  | +6  | 6 |                                        |
| Čína           | 3 | 1 | 0  | 0  | 2 | 9  | 21 | -12 | 3 |                                        |
| Srbsko         | 3 | 0 | 0  | 0  | 3 | 5  | 22 | -17 | 0 |                                        |

Všechny časy jsou místní (UTC+0).
| 8. února 2024 16:00 | Rumunsko | 4:0 (0:0, 3:0, 1:0) | Srbsko | Ice Arena Wales, Cardiff Návštěvnost: 352 |  |

| Report |

| 8. února 2024 20:00 | Velká Británie | 10:1 (2:0, 5:0, 3:1) | Čína | Ice Arena Wales, Cardiff Návštěvnost: 1 860 |  |

| Report |

| 10. února 2024 15:00 | Rumunsko | 6:1 (1:1, 1:0, 4:0) | Čína | Ice Arena Wales, Cardiff Návštěvnost: 420 |  |

| Report |

| 10. února 2024 19:00 | Srbsko | 0:11 (0:1, 0:8, 0:2) | Velká Británie | Ice Arena Wales, Cardiff Návštěvnost: 2 900 |  |

| Report |

| 11. února 2024 15:00 | Čína | 7:5 (3:2, 0:2, 4:1) | Srbsko | Ice Arena Wales, Cardiff Návštěvnost: 368 |  |

| Report |

| 11. února 2024 19:00 | Velká Británie | 7:4 (2:1, 3:1, 2:2) | Rumunsko | Ice Arena Wales, Cardiff Návštěvnost: 2 637 |  |

| Report |

### Skupina J
Skupina se odehrála mezi 8. a 11. únorem 2024 v polském Sosnovci. 
| Tým         | Z | V | VP | PP | P | GV | GI | +/- | B | Výsledek                               |
| ----------- | - | - | -- | -- | - | -- | -- | --- | - | -------------------------------------- |
| Ukrajina    | 3 | 2 | 1  | 0  | 0 | 12 | 5  | +7  | 8 | Postup do čtvrtého kvalifikačního kola |
| Jižní Korea | 3 | 1 | 1  | 0  | 1 | 7  | 8  | -1  | 5 |                                        |
| Polsko      | 3 | 1 | 0  | 2  | 0 | 8  | 6  | +2  | 5 |                                        |
| Estonsko    | 3 | 0 | 0  | 0  | 3 | 5  | 13 | -8  | 0 |                                        |

Všechny časy jsou místní (UTC+1).
| 8. února 2024 16:30 | Polsko | 4:0 (0:0, 2:0, 2:0) | Estonsko | Zagłębiowski Park Sportowy, Sosnovec Návštěvnost: 930 |  |

| Report |

| 8. února 2024 20:00 | Jižní Korea | 0:4 (0:1, 0:1, 0:2) | Ukrajina | Zagłębiowski Park Sportowy, Sosnovec Návštěvnost: 231 |  |

| Report |

| 9. února 2024 16:30 | Estonsko | 2:4 (1:1, 0:1, 1:2) | Jižní Korea | Zagłębiowski Park Sportowy, Sosnovec Návštěvnost: 251 |  |

| Report |

| 9. února 2024 20:15 | Polsko | 2:3 po s.n. (1:2) (1:0, 1:1, 0:1 - 0:0) | Ukrajina | Zagłębiowski Park Sportowy, Sosnovec Návštěvnost: 1 817 |  |

| Report |

| 11. února 2024 16:30 | Ukrajina | 5:3 (3:0, 1:2, 1:1) | Estonsko | Zagłębiowski Park Sportowy, Sosnovec Návštěvnost: 441 |  |

| Report |

| 11. února 2024 20:15 | Jižní Korea | 3:2 po prodl. (0:0, 1:0, 1:2) | Polsko | Zagłębiowski Park Sportowy, Sosnovec Návštěvnost: 1 101 |  |

| Report |

## Čtvrté kvalifikační kolo
Dvanáct zemí bude hrát ve třech skupinách, které určí kdo se kvalifikuje na olympijský turnaj. Turnaje se budou hrát mezi 29. srpnem a 1. zářím 2024. Dne 12. února 2024 IIHF oznámila, že Bělorusko bylo diskvalifikováno z olympijské kvalifikace , což si vynutilo přelosování čtvrtého kvalifikačního kola a zařazení nejlepšího z druhého místa předchozího kola, Maďarsko. 

### Skupina D
Skupina se odehrála ve slovenské Bratislavě.
| Tým        | Z | V | VP | PP | P | GV | GI | +/- | B | Výsledek                            |
| ---------- | - | - | -- | -- | - | -- | -- | --- | - | ----------------------------------- |
| Slovensko  | 3 | 3 | 0  | 0  | 0 | 12 | 5  | 7   | 9 | Postup na Zimní olympijské hry 2026 |
| Kazachstán | 3 | 2 | 0  | 0  | 1 | 8  | 6  | 2   | 6 |                                     |
| Rakousko   | 3 | 0 | 1  | 0  | 2 | 6  | 7  | -1  | 2 |                                     |
| Maďarsko   | 3 | 0 | 0  | 1  | 2 | 8  | 16 | -8  | 1 |                                     |

### Skupina E
Skupina se odehrála v lotyšské Rize.
| Tým       | Z | V | VP | PP | P | GV | GI | +/- | B | Výsledek                            |
| --------- | - | - | -- | -- | - | -- | -- | --- | - | ----------------------------------- |
| Lotyšsko  | 3 | 3 | 0  | 0  | 0 | 14 | 5  | 9   | 9 | Postup na Zimní olympijské hry 2026 |
| Francie   | 3 | 2 | 0  | 0  | 1 | 14 | 8  | 6   | 6 |                                     |
| Slovinsko | 3 | 1 | 0  | 0  | 2 | 9  | 11 | -2  | 3 |                                     |
| Ukrajina  | 3 | 0 | 0  | 0  | 3 | 5  | 18 | -13 | 0 |                                     |

### Skupina F
Skupina se odehrála v dánském Aalborgu.
| Tým            | Z | V | VP | PP | P | GV | GI | +/- | B | Výsledek                            |
| -------------- | - | - | -- | -- | - | -- | -- | --- | - | ----------------------------------- |
| Dánsko         | 3 | 2 | 1  | 0  | 0 | 10 | 4  | 6   | 8 | Postup na Zimní olympijské hry 2026 |
| Norsko         | 3 | 2 | 0  | 0  | 1 | 11 | 8  | 3   | 6 |                                     |
| Velká Británie | 3 | 1 | 0  | 0  | 2 | 6  | 11 | -5  | 3 |                                     |
| Japonsko       | 3 | 0 | 0  | 1  | 2 | 6  | 10 | -4  | 1 |                                     |